# Liste des présidents du Botafogo de Futebol e Regatas
Cet article présente la liste des présidents du Botafogo de Futebol e Regatas, fondé en 1942 à la suite de la fusion du Botafogo Football Club et du Club de Regatas Botafogo.

## Présidents du Club de Regatas Botafogo
- 1894-1895 : José Maria Dias Braga
- 1895 : Eugênio Paiva de Azevedo
- 1895-1903 : Gastão Cardoso
- 1903 : João Carlos de Mello
- 1904 : Raul do Rego Macedo
- 1905 : Tito Valverde de Miranda
- 1906-1909 : Conrado Maia
- 1910-1916 : Gastão Cardoso
- 1917-1919: Raul do Rego Macedo
- 1920-1921  : Álvaro Werneck
- 1922 : Raul do Rego Macedo
- 1923 : Álvaro Werneck
- 1924-1926 : Antônio Mendes de Oliveira Castro
- 1927-1928 : Álvaro Werneck
- 1928-1930 : Armando de Oliveira Flores
- 1930 : Alberto Ruiz
- 1931-1935 : Octávio Costa Macedo
- 1935-1937 : Ibsen De Rossi
- 1937-1938 : Julius Anton Henrich Arp Júnior
- 1938 : Mário Ferreira
- 1938-1939: Abelardo Martins Torres
- 1939-1940  : Álvaro Gomes de Oliveira
- 1941-1942 : Augusto Frederico Schmidt

## Présidents du Botafogo Football Club
- 1904 : Flávio da Silva Ramos
- 1904 : Alfredo Guedes de Mello
- 1905 : Waldemar Pereira da Cunha
- 1905-1907: Joaquim Antônio de Souza Ribeiro
- 1908 : Edwin Elkin Hime Júnior
- 1909-1910: Joaquim Antônio de Souza Ribeiro
- 1911 : Alberto Cruz Santos
- 1912-1914: Joaquim de Lamare
- 1914 : Miguel de Pino Machado
- 1915-1916 : Joaquim Antônio de Souza Ribeiro
- 1917-1918 : Miguel de Pino Machado
- 1919-1921 : Renato Pacheco
- 1922 : Samuel de Oliveira
- 1923 : Paulo Antônio Azeredo
- 1923-1924 : Gabriel Loureiro Bernardes
- 1925 : Oldemar Murtinho
- 1926-1936 : Paulo Antônio Azeredo
- 1936 : Darke Bhering de Oliveira Mattos
- 1937-1939 : Sérgio Darcy
- 1940-1941 : João Lyra Filho
- 1941 : Benjamin de Almeida Sodré
- 1942 : Eduardo de Góes Trindade

## Présidents du Botafogo de Futebol e Regatas
- 1942-1943 : Eduardo de Góes Trindade
- 1944-1947 : Adhemar Alves Bebiano
- 1947 : Oswaldo Costa
- 1948-1951: Carlos Martins da Rocha (Carlito Rocha)
- 1952-1953 : Ibsen De Rossi
- 1954-1963 : Paulo Antônio Azeredo
- 1964-1967 : Ney Cidade Palmeiro
- 1968-1972 : Althemar Dutra de Castilho (Teté)
- 1973-1975 : Rivadávia Tavares Corrêa Meyer (Rivinha)
- 1976-1981 : Charles de Macedo Borer
- 1982-1983 : José Eduardo Mello Machado (Juca)
- 1983-1984 : Emmanuel Sodré Viveiros de Castro (Maninho)
- 1985-1990 : Althemar Dutra de Castilho (Teté)
- 1991-1992 : Emil Pinheiro
- 1992 : Jorge Aurélio Ribeiro Domingues
- 1992-1993 : Mauro Ney Machado Monteiro Palmeiro
- 1994-1996 : Carlos Augusto Montenegro
- 1997-1999 : José Luiz Rolim
- 2000-2002 : Mauro Ney Machado Monteiro Palmeiro
- 2003-2008 : Bebeto de Freitas
- 2009-2011 (date prévue de la fin de son mandat) : Maurício Assumpção Souza Junior